# 温 (北达科他州)
温，是美国北达科他州下属的一座城市。根据2010年美国人口普查，该市有人口152人。